# Meistaraflokkur (1954)
Sezon 1954 był 43. sezonem o mistrzostwo Islandii. Drużyna Akraness obroniła tytuł mistrzowski, zdobywając w pięciu meczach dziewięć punktów. Ze względu na brak systemu ligowego żaden zespół nie spadł ani nie awansował po sezonie.

## Drużyny
Po sezonie 1953 nie nastąpiły żadne zmiany w składzie ligi, wobec czego do sezonu 1954 przystąpiło sześć zespołów.
| Uczestnicy poprzedniej edycji                                                                                 | Uczestnicy poprzedniej edycji | Uczestnicy poprzedniej edycji | Uczestnicy poprzedniej edycji |
| --- | ----------------------------- | ----------------------------- | ----------------------------- |
| ÍA | Akraness                      | 1                             |                               |
| VAL | Valur                         | 2                             |                               |
| KRE | KR                            | 3                             |                               |
| VÍR | Víkingur Reykjavík            | 3                             |                               |
| FRA | Fram                          | 5                             |                               |
| ÞRR | Þróttur Reykjavík             | 5                             |                               |
| Oznaczenia: - kolumna pierwsza – skróty nazw drużyn, - kolumna trzecia – miejsce zajęte w poprzednim sezonie. |                               |                               |                               |

## Tabela
| Lp. | Drużyna            | M | Z | R | P | Bramki | Bramki | +/– | Pkt |
| --- | ------------------ | - | - | - | - | ------ | ------ | --- | --- |
| 1   | Akraness (M)       | 5 | 4 | 1 | 0 | 20     | 4      | +16 | 9   |
| 2   | KR                 | 5 | 3 | 2 | 0 | 9      | 6      | +3  | 8   |
| 3   | Fram               | 5 | 2 | 1 | 2 | 21     | 11     | +10 | 5   |
| 4   | Valur              | 5 | 1 | 2 | 2 | 4      | 6      | −2  | 4   |
| 5   | Þróttur Reykjavík  | 5 | 1 | 1 | 3 | 5      | 22     | −17 | 3   |
| 6   | Víkingur Reykjavík | 5 | 0 | 1 | 4 | 2      | 12     | −10 | 1   |

## Wyniki
| Gospodarz \ Gość   | ÍA  | FRA  | KRE | VAL | VÍR | ÞRR |
| Akraness           |     |      | 2:2 | 2:0 | 4:0 |     |
| Fram               | 2:5 |      |     | 1:1 | 4:0 |     |
| KR                 |     | 3:2  |     |     | 2:1 | 1:0 |
| Valur              |     |      | 1:1 |     |     | 1:2 |
| Víkingur Reykjavík |     |      |     | 0:1 |     | 1:1 |
| Þróttur Reykjavík  | 0:7 | 2:12 |     |     |     |     |

Źródło: Knattspyrnusamband Íslands (isl.)
Objaśnienia:
1Drużyna gospodarzy jest wymieniona po lewej stronie tabeli.
Kolory: zielony – zwycięstwo gospodarzy, żółty – remis, różowy – zwycięstwo gości.